# GS1
ГС1 је непрофитна организација која се бави развојем и одржаванјем глобалних стандарда за пословну комуникацију. Најпознатији од ових стандарда је баркод, симбол одштампан на производима који се могу електронски скенирати. Преко 100 милиона производа носи ГС1 бар кодове и они се скенирају више од шест милијарди пута дневно.
ГС1 има 115 локалних организација-чланица и преко 2 милиона компанија корисника.
ГС1 стандарди, услуге и решења дизајнирани су да побољшају ефикасност, сигурност и видљивост процеса у ланацима снабдевања преко физичких и дигиталних канала у широком спектру сектора. Они чине пословни језик који идентификује, бележи и дели кључне информације о локацијама, производима, имовини итд.

## Историја
1969. године малопродајна индустрија у САД тражила је начин да убрза поступак евидентиранја производа на касама у продавницама. Ад хок комитет (енгл. The Ad Hoc Committee) за јединствени идентификациони код прехрамбених производа основан је како би се пронашло решење.
1973. године ова група је изабрала Универзални код производа (UPC) као први појединачни стандард за јединствену идентификацију производа, а 1974. године основано је веће Uniform Code Council (UCC) које ће управљати стандардом.  26. јуна 1974, паковање жвакаће гуме компаније Wrigley је постао први производ са бар кодом који је скениран у продавници. 
1976. године оригинални 12-цифрени код проширен је на 13 цифара, што је отворило врата систему за идентификацију који ће се користити ван САД. 1977. године у Бриселу је основано Европско удружење за нумерисање чланака (ЕАN) са чланицама оснивачима из 12 земаља. 
1990. ЕАN и UCC потписали су глобални споразум о сарадњи и проширили укупно присуство на 45 земаља. 1999. ЕАN и UCC покренули су Auto-ID центар да би развили електронски код производа (EPC) омогућавајући ГС1 стандарде да се користе за RFID. 
ЕАN и UCC су 2004. године покренули Глобалну мрежу за синхронизацију података (GDSN), глобалну иницијативу засновану на интернет технологији, која трговинским партнерима омогућава ефикасну размену примарних података о производу. 
До 2005. године организација је била присутна у преко 90 земаља које су почеле да користе назив ГС1 широм света. Иако „ГС1“ није скраћеница, односи се на организацију која нуди обједињени глобални систем стандарда. 
Август 2018. - Ратификован је GS1 Web URI Structure Standard који омогућава додавање јединствених идентификационих кључева производима складиштењем URI-a (адресе налик веб страници) у облику QR кода. 

## Бар кодови
Бар кодови дефинисани ГС1 стандардима су врло застуљени.  ГС1 је представио бар код 1974. године.  У њима је уписан идентификациони број производа који се може електронски скенирати, што олакшава праћење, обраду и складиштење производа.
Бар кодови побољшавају ефикасност, сигурност, брзину и видљивост ланаца снабдевања преко физичких и дигиталних канала. Они имају пресудну улогу у малопродајној индустрији - укључујући данашња онлајн тржишта -, идући корак даље од брже наплате, тиме што побољшавају управљање залихама и испоруком и пружају могућност онлајн продаје на глобалном нивоу. Само у Великој Британији увођење бар-кода у малопродајну индустрију резултирало је уштедом од 10,5 милијарди фунти годишње. 
Неки од баркодова које је ГС1 развио и којима управља су: EAN/UPC (користи се углавном на потрошачкој роби), GS1 Data Matrix (користи се углавном на производима у здравству), GS1-128, GS1 DataBar и ГС1 КР Цоде.

## Стандарди
Најутицајнији ГС1 стандард је GTIN. Овај идентификациони кључ идентификује производе јединствено широм света и чини основу ГС1 система.
Главни ГС1 стандарди су следећи:
- Application Level Events (ALE)
- Основни Пословни Вокабулар (CBV)
- EAN/UPC бар-кодови
- EPC/RFID
- EPCIS
- GEPIR
- Глобални Модел Модатака
- Global Data Synchronization Network (GDSN)
- Global Document Type Identifier (GDTI)
- Global Individual Asset Identifier  (GIAI)
- Global Identification Number for Consignment (GINC)
- Global Location Number (GLN)
- Global Product Classification (GPC)
- Global Returnable Asset Identifier (GRAI)
- Global Service Relationship Number (GSRN)
- Global Shipment Identification Number (GSIN)
- Global Trade Item Number (GTIN)
- GS1-128
- GS1 DataBar
- GS1 DataMatrix
- GS1 Дигитални Линк
- GS1 EDI
- ITF-14
- Low-Level Reader Protocol (LLRP)
- Object Name Service (ONS)
- Serial Shipping Container Code (SSCC)

Многи ГС1 стандарди су уједно и ISO стандарди. На пример, GTIN, GLN и SSCC . 
ГС1 такође делује као секретаријат ISO-овог техничког одбора за технике аутоматске идентификације и прикупљања података ( ISO / IEC JTC 1 / SC 31 ). 
ГС1 стандарди се развијају и одржавају кроз ГС1 процес управљања глобалним стандардима (GSMP), форум који окупља представнике различитих индустрија и предузећа. Заједно проналазе и примењују решења заснована на стандардима за решавање заједничких изазова у ланцу снабдевања.

## Индустрије

### Малопродаја и Маркети
Малопродаја је била прва индустрија са којом је ГС1 почео да сарађује и која је и даље остала њихов главни фокус. Данас ГС1 послује у четири малопродајна подсектора на глобалном нивоу: текстилна индустрија, продаја свеже хране, CPG и роба широке потрошње .
Кључна фокуснe области у малопродаји укључују одрживост, квалитет података, усклађеност са регулаторним захтевима, сљедивост производа од порекла до испоруке и интеграцију између произвођача и добављача.
Како се потрошачи и даље пребацују између куповине у продавници и е-трговине, очекује се консистентно искуство током куповине, ефикасност, сигурност и брзина. ГС1 је развио стандарде који јединствено идентификују производе у корист потрошача и за претраживаче, пружајући тачне и потпуне информације о производима у дигиталном облику. 
Велике компаније за е-трговину попут eBay, Amazon and Google Shopping захтевају од компанија да користе ГС1 GTIN за продају на својим вебсајтовима.   

### Здравство
Од 2005. године ГС1 послује у здравству са примарним циљем да побољша безбедност пацијената и повећа ефикасност у ланцу снабдевања.
Развој и примена ГС1 стандарда за здравствену заштиту помажу индустрији у погледу сљедивости производа од произвођача до пацијента, доприносе откривању фалсификованих производа, помажу у спречавању грешака у погелду исправне доставе преписаних лекова, омогућавају ефикасно опозивање и подржавају клиничке процесе. Више од 70 земаља има законске прописе који се односе на здравствену заштиту или захтеве трговинских партнера, где се ГС1 стандарди користе из горе наведених разлога, као и за лекове као медицинске уређаје. GS1 Healthcare укључује више од 140 водећих здравствених организација широм света. 

### Остале индустрије
ГС1 управља са још три кључне индустрије на глобалном нивоу: транспорт и логистика, прехрамбена индустрија и индустрија везане за технологију. 115 организација чланица ГС1 у преко 100 земаља широм света колективно се фокусирају на десетине индустријских сектора. 

## Чланство
ГС1 има преко 2 милиона чланова широм света. Компаније могу постати чланови учлањивањем у локалну ГС1 организацију.

## Управљање и структура
ГС1 управљање има три нивоа:
- Први ниво - ГС1 Генерална скупштина, састављена од представника свих организација-чланица.
- Други ниво - Управни одбор ГС1 одговоран за глобално стратешко управљање (састављен од кључних лидера из мултинационалних предузећа и организација-чланица ГС1). Чланови управног одбора ГС1 су појединци са вишим положајима у следећим организацијама: [19]
  - Abudawood
  - Alibaba Group
  - B. Braun Melsungen
  - Beijing Hualian Group
  - bol.com
  - Consumer Goods Forum
  - Dr. Oetker
  - Google
  - Grupo Bimbo
  - Grupo Éxito
  - IGA
  - The J.M. Smucker Company
  - Johnson & Johnson
  - L'Oréal
  - LF Logistics
  - Metro AG
  - Nestlé
  - Procter & Gamble
  - Reliance Retail
  - Royal College of Physicians and Surgeons of Canada
  - ГС1 Аустралија
  - ГС1 Канада
  - ГС1 Кина
  - ГС1 Египат
  - ГС1 Француска
  - ГС1 Немачка
  - ГС1 Хонг Конг
  - ГС1 Италија
  - ГС1 Парагвај
  - ГС1 УС
  - ГС1 Вијетнам
- Трећи ниво - ГС1 Глобална Канцеларија и локалне организације-чланице ГС1 (МО). ГС1 Глобална Канцеларија води развој и одржавање нових стандарда. Локални МО фокусирани су на локалне услуге и примену стандарда. Локални ГС1 одбори одговорни су за локалне стратешке смернице (састављени од кључних лидера из националних компанија).

Такође постоје још два одбора на глобалном нивоу:
- Одбор за квалитет ГС1 података (GS1 Data Excellence Board), који је одговоран за ГС1 стратегију прикупљања, складиштења и обраде података.
- ГС1 одбор за иновације (GS1 Innovation Board) и EPCglobal одбор гувернера (одговоран за ГС1 иновације и активности истраживања и развоја). [20]

## Финансирање
Организације-чланице ГС1 широм света финансирају се путем наплате годишњих чланарина и за пружање услуга.

## Партнери
ГС1 је u партнерству са другим међународним организацијама. Неки од тих партнера су:
- Форум потрошачке робе [21]
- Међународна организација за стандардизацију (ISO) [22]
- НАТО [23]
- Уједињене нације [24]
- Агенција за избеглице УН (UNHCR) [25]
- Светска царинска организација (WCO)
- Међународно друштво за квалитет у здравственој заштити (ISQua)
- Заједничко иницијативно веће (JIC)